# Камерна сцена
Камерна сцена је термин у позоришту и другим уметничким гранама који означава простор мање површине и ограниченог капацитета, углавном до 100 гледалаца. Може бити део позоришта које има неколико сцена или једина сцена (камерног позоришта).